# Ixora gigantifolia
Ixora gigantifolia är en måreväxtart som beskrevs av Adolph Daniel Edward Elmer. Ixora gigantifolia ingår i släktet Ixora och familjen måreväxter. Inga underarter finns listade i Catalogue of Life.